# Aelurillus catherinae
Espèce
Aelurillus catherinae est une espèce d'araignées aranéomorphes de la famille des Salticidae.

## Distribution
Cette espèce est endémique du Sinaï en Égypte. Elle se rencontre sur le mont Sainte-Catherine.

## Description
La carapace du mâle holotype mesure 2,49 mm de long et l'abdomen 2,44 mm.

## Étymologie
Cette espèce est nommée en l'honneur d'Ekaterina Mikhailovna Andreeva.

## Publication originale
- Prószyński, 2000 : On mostly new species of Salticidae (Aranei) from Levant. Arthropoda Selecta, vol. 8, no 3, p. 231-262 (texte intégral).